# Репнин, Борис Александрович
Борис Александрович Репнин по прозванию Ехидна († 27 мая 1670) — князь, государственный деятель, дипломат, воевода и наместник, боярин.
Второй сын стольника князя Александра Андреевича Репнина († 1612). Старший брат — боярин князь Пётр Александрович Репнин († 1643).

## Биография
Родился около 1600 года. Получил чин стольника (1616). Участник обороны Москвы (1618—1619), будучи несовершеннолетним, ездил к воеводам с различными поручениями от царя. Любимец царя Михаила Фёдоровича, упомянут в разрядах в чине обеих свадеб государя (1624 и 1626). Находился на дворцовой службе (1630—1640). Минуя чин окольничего, был возведён царём из стольников прямо в бояре (06 января 1640).
Во время двоевластия, когда патриарх Филарет, имевший титул великого государя, подписывал указы вместе со своим сыном — царём, а зачастую и без него, влияние Репнина особенно возросло. В 1638—1642 возглавлял приказы: Иконный и Сыскных дел, Приказ Новая четверти, Галицкую четверть, Золотую, Серебряную и Оружейную палаты.
Отправлен в Тверь искать золотые руды (1 мая 1642), в том же году (28 ноября 1642) из-за вероятного нападения калмыков на Астрахань, послан туда воеводою с почётным званием Наместника Астраханского (1642—1645/46). Судья Судного, а затем Разбойного приказов (1648—1649). Воевода в Севске (1649), переведён (1650) в Белгород в связи с угрозой нападения крымских татар. Воевода в Яблонове (1651).
В 1652 году принимал в Москве участие в переговорах с литовскими послами. В июле 1653 году возглавил русское посольство в Речь Посполитую, подготовившее воссоединение Украины с Россией, которое предлагало правительству короля Яна II Казимира прекратить войну против Б. Хмельницкого на основе Зборовского (1649) и Белоцерковского договоров (1651), но эти предложения не были приняты поляками. Тогда, в октябре 1653 года Земский собор объявил о приеме Украины в состав Русского государства, воссоединении двух славянских народов — русского и украинского — в единой державе, и объявил войну Речи Посполитой. Руководил Разбойным приказом (1654) и в мае того же года в походе против поляков состоял при особе государя. Командовал сторожевым полком под Смоленском и Вильно, от него и других воевод царю Алексею Михайловичу были посланы сеунчи о взятии города и разгроме гетманов Радзивилла и Гонсевского (30 июля 1655).
В 1656 году назначен воеводой в Смоленск с обширными административными, судебными и военными полномочиями, но (февраль 1656) отозван в Москву. В 1657—1658 один из руководителей Боярской думы при царе Алексее Михайловиче. Затем был вторично послан воеводой в Смоленск.
Руководил Владимирским судным приказом (1662—1664), полковой воевода и наместник в Белгороде (1665—1666).
Крупный землевладелец, его владения находились в Переславль-Залесском, Московском, Коломенском, Оболенском, Арзамасским и других уездах.
Умер (27 мая 1670) и похоронен в родовой усыпальнице в Пафнутьево-Боровском монастыре.

## Семья
Женат на Марии Мироновне († 1680), которая вместе с сыном Иваном Борисовичем принимала участие в построении в Пафнутьево-Боровском монастыре придела, во имя пророка Ильи (1670). Погребена рядом с мужем.
От брака имели:
- Старший сын — князь Афанасий Борисович Репнин († 1653), стольник, женат на княжне Анне Пожарской, дочери князя Петра Дмитриевича Пожарского.
- Младший сын — князь Иван Борисович Репнин (1617—1697) — ближний боярин и дворецкий царя Алексея Михайловича (Тишайшего) (1678 — 1692), тобольский воевода (1671—1672),[6] женат на Евдокии Никифоровне Плещеевой († 1695), дочери Никифора Юрьевича Плещеева.
- Дочь Вера.
- Внук — князь Никита Иванович Репнин (1668—1726) — герой Полтавской битвы, генерал-фельдмаршал.

## Сочинения
- Борис Репнин-Оболенский // Виршевая поэзия. — М., 1989. — С. 114—116.